# Цеденик
Цеденик (њем. Zehdenick) град је у њемачкој савезној држави Бранденбург. Једно је од 19 општинских средишта округа Оберхафел. Према процјени из 2010. у граду је живјело 14.090 становника. Посједује регионалну шифру (AGS) 12065356.

## Географски и демографски подаци
Цеденик се налази у савезној држави Бранденбург у округу Оберхафел. Град се налази на надморској висини од 50 метара. Површина општине износи 221,5 km². У самом граду је, према процјени из 2010. године, живјело 14.090 становника. Просјечна густина становништва износи 64 становника/km².